# Campeonato Brasileiro Série A 2013
Il Campeonato Brasileiro Série A 2013 (in italiano Campionato Brasiliano Serie A 2013) è stato la 43ª edizione del massimo campionato brasiliano di calcio.

## Formula
Girone all'italiana con partite di andata e ritorno. Vince il campionato la squadra che totalizza più punti, retrocedono in Série B le ultime 4 classificate. In caso di arrivo a pari punti tra due o più squadre, per determinarne l'ordine in classifica sono utilizzati, nell'ordine, i seguenti criteri:
1. Maggior numero di vittorie;
2. Miglior differenza reti;
3. Maggior numero di gol segnati;
4. Confronto diretto (solo nel caso di arrivo a pari punti di due squadre[3]);
5. Minor numero di espulsioni;
6. Minor numero di ammonizioni;
7. Sorteggio.

## Avvenimenti
Il campionato ha visto inizialmente il San Paolo a punteggio pieno dopo due giornate. Successivamente, tra la 4ª e l'8ª giornata, sono stati Coritiba e Botafogo ad alternarsi in vetta alla graduatoria. Tra la giornata successiva e la quindicesima, invece, sono stati la squadra di Rio de Janeiro e il Cruzeiro a contendersi la prima posizione. Dalla successiva giornata il Cruzeiro si è portato al primo posto da solo e ha mantenuto tale posizione fino alla fine, vincendo il campionato con 4 turni di anticipo grazie al successo per 3-1 sul Vitória. Oltre al Cruzeiro si sono qualificati per il secondo turno della Coppa Libertadores 2014 anche il Grêmio, seconda classificata, insieme ad Atlético Mineiro e Flamengo, rispettivamente ammessi come vincitore dell'edizione 2013 del torneo e della Coppa del Brasile 2013. Il neopromosso Atlético Paranaense e il Botafogo, rispettivamente terza e quarta classificata, si sini qualificati per il primo turno della Coppa Libertadores 2014.
In fondo alla classifica, invece, la prima squadra ad essere retrocessa in Série B 2014 è stato il Náutico, ultimo in graduatoria dalla 10ª giornata in poi e sicuro del ritorno in Série B già dopo 32 giornate nelle quali aveva totalizzato solo 17 punti. Ad una giornata dal termine anche la Ponte Preta, che nel frattempo aveva raggiunto la finale della Coppa Sudamericana 2013, è stata matematicamente retrocessa mentre nell'ultimo turno sono state decise le ultime due retrocessioni: il Vasco da Gama, battuto 5-1 dall'Atlético Paranaense, e inizialmente i campioni uscenti del Fluminense, ai quali non sarebbe bastata la vittoria per 2-1 ottenuta contro il Bahia avendo chiuso a 46 punti come il Criciuma ma con una vittoria in meno rispetto alla squadra Catarinense. Quella del Tricolor Carioca sarebbe stata la prima retrocessione di una squadra da campione in carica, tuttavia una settimana dopo la fine del campionato il Superior Tribunal de Justiça Desportiva (STJD), su segnalazione della CBF e con giudizio unanime, ha inflitto alla Portuguesa 4 punti di penalizzazione (3 più quello ottenuto per il pareggio) per aver schierato nella partita dell'ultima giornata contro il Grêmio Héverton, il quale era stato squalificato per due turni e prima della gara ne aveva scontato uno solo. Per effetto di questa penalizzazione la Portuguesa è passata da 48 a 44 punti, scendendo dalla 12ª alla 17ª posizione e venendo quindi retrocessa al posto del Fluminense. Per lo stesso motivo è stato penalizzato anche il Flamengo, che, sempre nell'ultima giornata, aveva schierato contro il Cruzeiro André Santos il quale era stato espulso nella finale di ritorno di Coppa del Brasile (27 novembre 2013) e successivamente squalificato il 6 dicembre 2013. La squadra Rubro-Negra è passata così da 49 a 45 punti e dall'11ª alla 16ª posizione, ultima prima della zona retrocessione.
Il miglior marcatore del torneo è Éderson dell'Atlético Paranaense, autore di 21 gol, davanti a Dinei (Vitória) ed Hernane (Flamengo), entrambi con 16 reti. Il miglior giocatore, invece, è Éverton Ribeiro del Cruzeiro che, oltre a ricevere il premio della CBF, ha vinto anche la Bola de Ouro di Placar.
La 34ª giornata del campionato, oltre alla conquista del titolo da parte del Cruzeiro, è stata contraddistinta dalla protesta del movimento "Bom Senso Futebol Clube", del quale fanno parte oltre 300 giocatori di Série A e B, atta a rivedere il calendario del calcio brasiliano, ritenuto troppo pieno di impegni. I giocatori della Série A hanno protestato rimando fermi a braccia conserte prima e, per 30 secondi (a parte in Botafogo-Portuguesa), dopo il fischio iniziale oppure, in San Paolo-Flamengo, passandosi la palla lateralmente nella propria metà campo per quasi un minuto.

## Squadre partecipanti
| Squadra          | Città          | Stato             | Stagione 2012           |
| ---------------- | -------------- | ----------------- | ----------------------- |
| Atlético Mineiro | Belo Horizonte | Minas Gerais      | 2° in Série A           |
| Athl. Paranaense | Curitiba       | Paraná            | 3° in Série B           |
| Bahia            | Salvador       | Bahia             | 15° in Série A          |
| Botafogo         | Rio de Janeiro | Rio de Janeiro    | 7° in Série A           |
| Corinthians      | San Paolo      | San Paolo         | 6° in Série A           |
| Coritiba         | Curitiba       | Paraná            | 13° in Série A          |
| Criciúma         | Criciúma       | Santa Catarina    | 2° in Série B           |
| Cruzeiro         | Belo Horizonte | Minas Gerais      | 9° in Série A           |
| Flamengo         | Rio de Janeiro | Rio de Janeiro    | 11° in Série A          |
| Fluminense       | Rio de Janeiro | Rio de Janeiro    | Vincitore della Série A |
| Goiás            | Goiânia        | Goiás             | 1° in Série B           |
| Grêmio           | Porto Alegre   | Rio Grande do Sul | 3° in Série A           |
| Internacional    | Porto Alegre   | Rio Grande do Sul | 10° in Série A          |
| Náutico          | Recife         | Pernambuco        | 12° in Série A          |
| Ponte Preta      | Campinas       | San Paolo         | 14° in Série A          |
| Portuguesa       | San Paolo      | San Paolo         | 16° in Série A          |
| San Paolo        | San Paolo      | San Paolo         | 4° in Série A           |
| Santos           | Santos         | San Paolo         | 8° in Série A           |
| Vasco da Gama    | Rio de Janeiro | Rio de Janeiro    | 5° in Série A           |
| Vitória          | Salvador       | Bahia             | 4° in Série B           |

## Risultati
| Casa/Trasferta | AT-MG | AT-PR | BAH | BOT | CRN | CRT | CRI | CRU | FLA | FLU | GOI | GRÊ | INT | NÁU | POP | POR | SPA | SAN | VAS | VIT |
| -------------- | ----- | ----- | --- | --- | --- | --- | --- | --- | --- | --- | --- | --- | --- | --- | --- | --- | --- | --- | --- | --- |
| Atlético-MG    |       | 1–2   | 2–0 | 2–2 | 0–0 | 3–0 | 3–2 | 1–0 | 1–0 | 2–2 | 4–1 | 2–0 | 2–1 | 5–0 | 4–0 | 2–1 | 0–0 | 3–1 | 2–1 | 2–2 |
| Atlético-PR    | 1–0   |       | 1–0 | 2–0 | 1–1 | 2–1 | 2–1 | 2–2 | 2–2 | 1–1 | 2–0 | 1–1 | 1–0 | 6–1 | 1–0 | 1–0 | 3–0 | 2–1 | 5–1 | 3–5 |
| Bahia          | 0–0   | 1–1   |     | 2–1 | 0–2 | 0–0 | 2–2 | 1–3 | 3–0 | 1–2 | 2–1 | 0–3 | 2–0 | 2–0 | 1–1 | 1–0 | 0–1 | 0–0 | 0–0 | 2–0 |
| Botafogo       | 1–0   | 4–0   | 1–2 |     | 1–0 | 3–1 | 3–0 | 2–1 | 2–1 | 1–0 | 1–1 | 0–1 | 3–3 | 2–0 | 0–1 | 0–0 | 0–0 | 2–1 | 2–2 | 2–0 |
| Corinthians    | 0–1   | 0–0   | 2–0 | 1–1 |     | 1–0 | 1–0 | 0–0 | 4–0 | 1–0 | 1–2 | 2–0 | 0–0 | 0–0 | 1–0 | 0–0 | 0–0 | 1–1 | 0–0 | 2–0 |
| Coritiba       | 2–1   | 1–0   | 2–2 | 2–1 | 0–1 |     | 1–2 | 2–1 | 0–2 | 2–1 | 2–2 | 4–0 | 0–0 | 1–0 | 5–3 | 1–1 | 2–0 | 1–0 | 0–1 | 1–1 |
| Criciúma       | 1–1   | 2–1   | 3–1 | 1–2 | 0–2 | 2–1 |     | 1–2 | 0–3 | 1–2 | 0–0 | 2–1 | 0–1 | 3–0 | 1–1 | 1–3 | 1–0 | 3–1 | 3–2 | 1–1 |
| Cruzeiro       | 4–1   | 1–0   | 1–2 | 3–0 | 1–0 | 1–0 | 5–3 |     | 1–0 | 1–0 | 5–0 | 3–0 | 2–2 | 3–0 | 2–2 | 4–0 | 0–2 | 0–0 | 5–3 | 5–1 |
| Flamengo       | 3–0   | 2–4   | 2–1 | 1–1 | 1–0 | 2–2 | 4–1 | 1–1 |     | 1–0 | 1–1 | 0–1 | 2–1 | 0–1 | 0–2 | 1–1 | 0–0 | 2–1 | 1–1 | 2–1 |
| Fluminense     | 2–2   | 2–1   | 1–0 | 1–1 | 0–0 | 1–1 | 3–0 | 1–0 | 2–3 |     | 2–1 | 1–1 | 2–3 | 2–0 | 1–1 | 2–1 | 2–1 | 0–2 | 1–3 | 2–3 |
| Goiás          | 0–0   | 3–0   | 3–1 | 1–0 | 1–1 | 1–1 | 1–1 | 1–2 | 1–1 | 1–2 |     | 2–0 | 3–1 | 2–1 | 2–0 | 2–1 | 1–0 | 0–3 | 1–1 | 1–0 |
| Grêmio         | 0–1   | 1–0   | 0–0 | 2–1 | 1–0 | 0–1 | 1–2 | 3–1 | 2–1 | 2–0 | 1–0 |     | 1–1 | 2–0 | 1–0 | 3–2 | 1–1 | 1–1 | 1–0 | 1–0 |
| Internacional  | 0–0   | 2–2   | 1–2 | 2–1 | 1–0 | 0–0 | 2–0 | 1–2 | 1–0 | 1–0 | 3–3 | 2–2 |     | 4–1 | 0–0 | 0–1 | 2–3 | 1–2 | 5–3 | 2–2 |
| Náutico        | 0–0   | 1–4   | 0–1 | 1–3 | 1–0 | 3–0 | 0–1 | 1–4 | 0–0 | 0–1 | 0–2 | 0–2 | 3–0 |     | 1–3 | 2–2 | 0–1 | 1–5 | 0–3 | 0–3 |
| Ponte Preta    | 2–0   | 3–4   | 0–0 | 0–2 | 2–0 | 1–0 | 3–1 | 0–2 | 1–1 | 1–1 | 0–1 | 1–1 | 1–3 | 1–2 |     | 0–2 | 0–2 | 1–0 | 2–1 | 0–3 |
| Portuguesa     | 2–0   | 2–3   | 4–2 | 1–3 | 4–0 | 0–0 | 1–1 | 1–1 | 0–0 | 2–1 | 1–2 | 0–0 | 1–1 | 3–0 | 2–1 |     | 2–0 | 3–1 | 2–0 | 1–1 |
| San Paolo      | 1–0   | 1–1   | 1–2 | 1–1 | 0–0 | 0–1 | 1–2 | 0–3 | 2–0 | 2–1 | 0–1 | 0–1 | 0–1 | 3–0 | 1–0 | 2–1 |     | 0–2 | 5–1 | 3–2 |
| Santos         | 1–0   | 2–1   | 3–0 | 1–2 | 1–1 | 2–2 | 2–1 | 0–1 | 0–0 | 1–0 | 1–0 | 1–1 | 0–0 | 1–1 | 2–1 | 4–1 | 3–0 |     | 1–1 | 2–0 |
| Vasco da Gama  | 2–0   | 0–0   | 1–1 | 2–3 | 1–1 | 2–1 | 3–2 | 2–1 | 0–1 | 1–0 | 0–2 | 2–3 | 3–1 | 2–0 | 1–1 | 1–0 | 0–2 | 2–2 |     | 1–2 |
| Vitória        | 1–1   | 3–2   | 0–0 | 1–0 | 1–1 | 2–1 | 0–1 | 1–3 | 4–2 | 1–1 | 2–1 | 0–0 | 2–2 | 2–1 | 3–1 | 2–1 | 3–2 | 2–0 | 2–0 |     |

## Classifica finale
|  | Pos. | Squadra          | Pt | G  | V  | N  | P  | GF | GS | DR  |
|  | ---- | ---------------- | -- | -- | -- | -- | -- | -- | -- | --- |
|  | 1.   | Cruzeiro         | 76 | 38 | 23 | 7  | 8  | 77 | 37 | +40 |
|  | 2.   | Grêmio           | 65 | 38 | 18 | 11 | 9  | 42 | 35 | +7  |
|  | 3.   | Athl. Paranaense | 64 | 38 | 18 | 10 | 10 | 65 | 49 | +16 |
|  | 4.   | Botafogo         | 61 | 38 | 17 | 10 | 11 | 55 | 41 | +14 |
|  | 5.   | Vitória          | 59 | 38 | 16 | 11 | 11 | 59 | 53 | +6  |
|  | 6.   | Goiás            | 59 | 38 | 16 | 11 | 11 | 48 | 44 | +4  |
|  | 7.   | Santos           | 57 | 38 | 15 | 12 | 11 | 51 | 38 | +13 |
|  | 8.   | Atlético Mineiro | 57 | 38 | 15 | 12 | 11 | 49 | 38 | +11 |
|  | 9.   | San Paolo        | 50 | 38 | 14 | 8  | 16 | 39 | 40 | -1  |
|  | 10.  | Corinthians      | 50 | 38 | 11 | 17 | 10 | 27 | 22 | +5  |
|  | 11.  | Coritiba         | 48 | 38 | 12 | 12 | 14 | 42 | 45 | -3  |
|  | 12.  | Bahia            | 48 | 38 | 12 | 12 | 14 | 37 | 45 | -8  |
|  | 13.  | Internacional    | 48 | 38 | 11 | 15 | 12 | 51 | 52 | -1  |
|  | 14.  | Criciúma         | 46 | 38 | 13 | 7  | 18 | 49 | 63 | -14 |
|  | 15.  | Fluminense       | 46 | 38 | 12 | 10 | 16 | 43 | 47 | -4  |
|  | 16.  | Flamengo         | 45 | 38 | 12 | 13 | 13 | 43 | 46 | -3  |
|  | 17.  | Portuguesa       | 44 | 38 | 12 | 12 | 14 | 50 | 46 | +4  |
|  | 18.  | Vasco da Gama    | 44 | 38 | 11 | 11 | 16 | 50 | 61 | -11 |
|  | 19.  | Ponte Preta      | 37 | 38 | 9  | 10 | 19 | 37 | 55 | -18 |
|  | 20.  | Náutico          | 20 | 38 | 5  | 5  | 28 | 22 | 79 | -57 |

Legenda:

      Campione del Brasile e ammessa alla Coppa Libertadores 2014
      Ammesse alla Coppa Libertadores 2014
      Retrocesse in Série B 2014
Note:

Tre punti a vittoria, uno a pareggio, zero a sconfitta.

### Capoliste solitarie
- 2ª giornata:  San Paolo
- Dalla 4ª alla 5ª giornata:  Coritiba
- 6ª giornata:  Botafogo
- 7ª giornata:  Coritiba
- 9ª giornata:  Cruzeiro
- 11ª giornata:  Botafogo
- Dalla 14ª alla 15ª giornata:  Botafogo
- Dalla 16ª alla 38ª giornata:  Cruzeiro

## Verdetti
- Cruzeiro campione del Brasile 2013.
- Cruzeiro, Grêmio, Atlético Mineiro[27] e Flamengo[28] qualificati per il secondo turno della Coppa Libertadores 2014.
- Atlético Paranaense e Botafogo qualificati per il primo turno della Coppa Libertadores 2014.
- Portuguesa, Vasco da Gama, Ponte Preta e Náutico retrocessi in Série B.

## Classifica marcatori
Aggiornata all'8 dicembre 2013.
| Gol |  |  | Giocatore           | Squadra          |
| --- |  |  | ------------------- | ---------------- |
| 21  |  |  | Éderson             | Athl. Paranaense |
| 16  |  |  | Dinei               | Vitória          |
| 16  |  |  | Hernane             | Flamengo         |
| 15  |  |  | Cícero              | Santos           |
| 15  |  |  | Fernandão           | Bahia            |
| 14  |  |  | Gilberto            | Portuguesa       |
| 14  |  |  | William             | Ponte Preta      |
| 13  |  |  | Walter              | Goiás            |
| 12  |  |  | Alex                | Coritiba         |
| 12  |  |  | André               | Vasco da Gama    |
| 11  |  |  | Aloísio             | San Paolo        |
| 11  |  |  | Maxi Biancucchi     | Vitória          |
| 11  |  |  | Andrés D'Alessandro | Internacional    |
| 11  |  |  | Lins                | Criciúma         |
| 11  |  |  | Wellington Paulista | Criciúma         |
| 10  |  |  | Borges              | Cruzeiro         |
| 10  |  |  | Elias               | Botafogo         |
| 10  |  |  | Rafael Marques      | Botafogo         |
| 10  |  |  | Rafael Sóbis        | Fluminense       |
| 10  |  |  | Ricardo Goulart     | Cruzeiro         |